# ونجو مره
شهر ونجو مره (به رومانیایی: Vânju Mare) در شهرستان مهدینتس در کشور رومانی واقع شده‌است. جمعیت این شهر ۷٬۰۷۴ نفر  است.